# 女蒿
女蒿（学名：Hippolytia trifida）是菊科女蒿属的植物。分布在蒙古以及中国大陆的内蒙古等地，生长于海拔900米至1,400米的地区，常生长在荒漠草原，目前尚未由人工引种栽培。

## 别名
打斯都巴拉（内蒙古）